# Cephalopterus
Cephalopterus là một chi chim trong họ Cotingidae.

## Hình ảnh

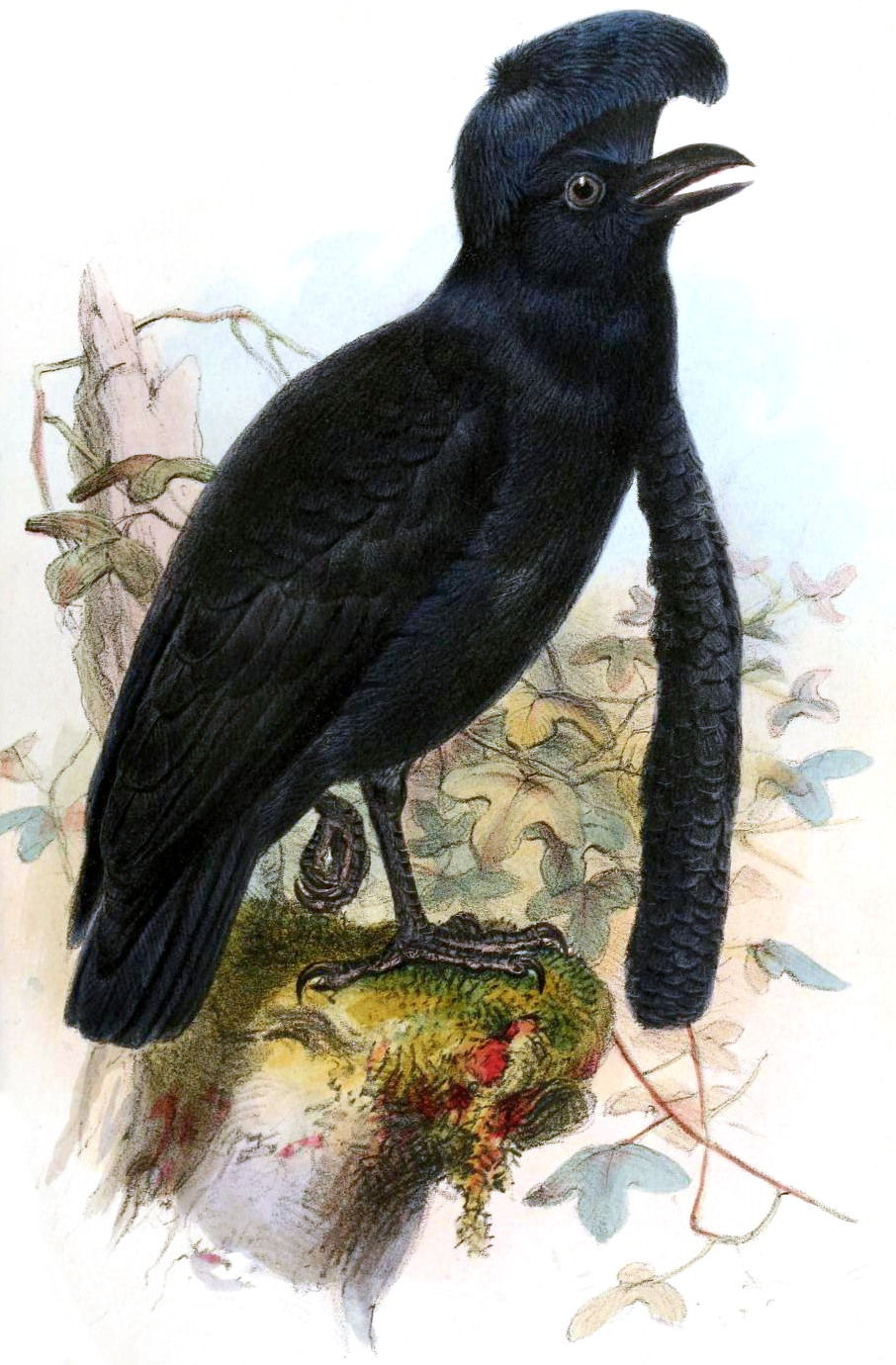
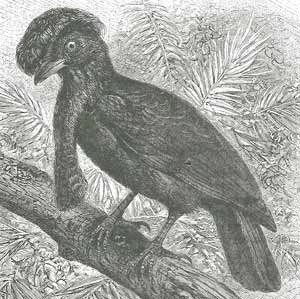
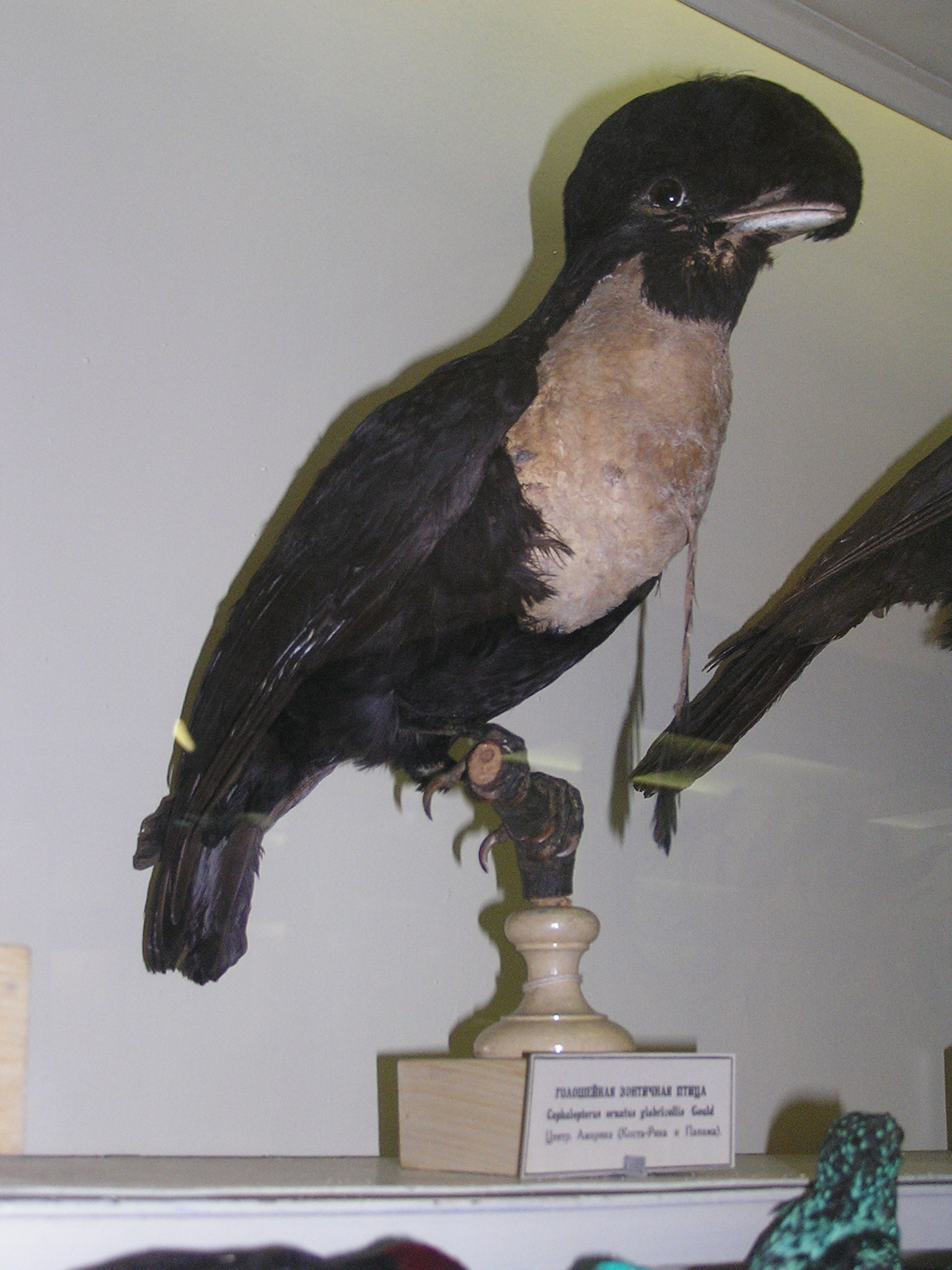
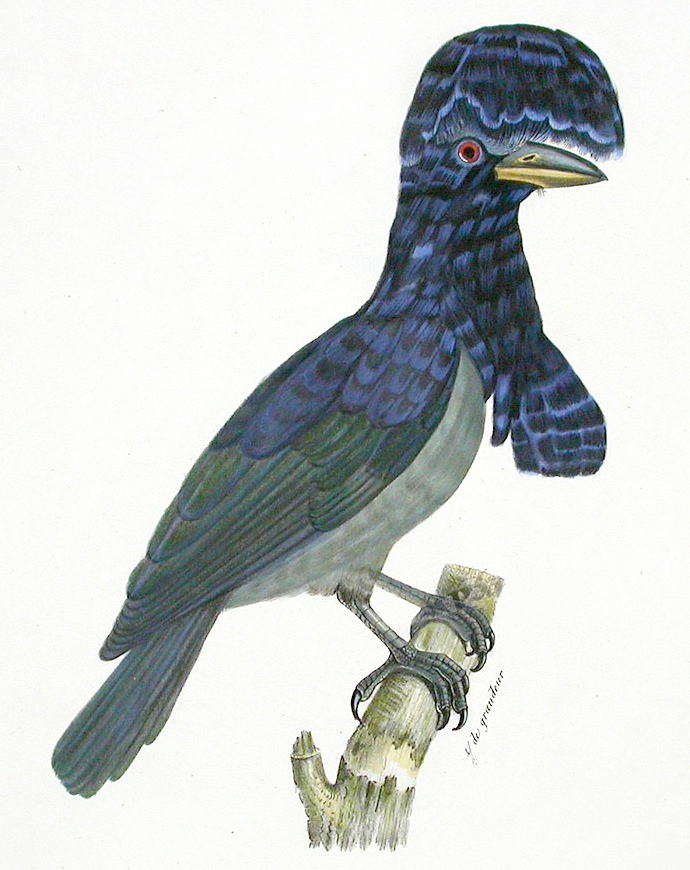